# Sankt Katharinen (Neuwied járás)
Sankt Katharinen település Németországban, Rajna-vidék-Pfalz tartományban. Lakosainak száma 3478 fő (2023. december 31.).

## Népesség
A település népességének változása:
| Lakosok száma | 2362 | 3340 | 3356 | 3421 | 3468 | 3478 |
|               | 1975 | 2017 | 2019 | 2021 | 2022 | 2023 |